# ヒル・GH2
ヒル・GH2 (Hill GH2) は、エンバシー・ヒルが開発したフォーミュラ1カー。実戦には参加しなかった。
GH2はアンディ・スモールマンがエンバシー・ヒルのために製作した初のオリジナルマシンであり、1976年シーズンに投入される予定であった。1975年シーズンに使用されたヒル・GH1はローラ・T371を基にしていた。
GH2には非常にフラットなサイドボックスがあり、スリムなシルエットをしていた。トニー・ブライズの手によって1975年の夏の終わりにシルバーストン・サーキットで包括的なテストが始められた。記録されたタイムは良好で、チームは成功の希望が与えられた。
1975年11月の飛行機事故でグラハム・ヒル、トニー・ブライズ、アンディ・スモールマンが死亡したため、プロジェクトは停止した。GH2はその後も開発が続けられたが、チームの消滅に伴って実戦を走ることは無かった。現在はイギリスの自動車博物館で展示されている。